# Composition urbaine
La composition urbaine est une « expression entrée en usage au XIXe siècle pour désigner la figuration tridimensionnelle d'une ville entière, ou d'une partie de ville conçue et dessinée de façon suffisamment précise pour permettre la construction et correspondant à une implantation sur un site réel ou décrit comme tel, compte tenu de ses accidents et particularités ».
La composition urbaine intègre la planification spatiale et met en pratique les méthodes de la planification au service de l'aménagement du territoire et de l'urbanisme. On distingue différentes échelles de la planification spatiale :
- le territoire national : l'aménagement du territoire ;
- la région, le massif ou une bande littorale : la planification régionale ;
- le quartier, la ville, jusqu'à l'agglomération : l'urbanisme ;
- l'îlot ou un groupe de bâtiments dont la composition n'atteint pas la superficie du quartier : la composition urbaine ;
- le bâtiment : l'architecture.

C'est à cette échelle de travail que l'on voit intervenir différents professionnels pour l'aménagement des espaces urbains dans le cadre de la conception urbaine comme l'architecte, l'urbaniste ou le paysagiste.